# Free as a Bird (album)
 (avril 2024).
Si vous disposez d'ouvrages ou d'articles de référence ou si vous connaissez des sites web de qualité traitant du thème abordé ici, merci de compléter l'article en donnant les références utiles à sa vérifiabilité et en les liant à la section « Notes et références ».
Pour la chanson des Beatles, voir Free as a Bird.
Albums de Supertramp
The Autobiography of Supertramp
(1986) Live '88
(1988)
Free as a Bird est le 9e album du groupe rock Supertramp sorti en 1987.
Lors de sa sortie, quatre versions artistiques de la couverture sont proposées. Le design reste le même mais disponible en quatre coloris : bleu, rose, vert et jaune.
C'est le dernier album avec le bassiste Dougie Thomson qui quittera le groupe après la tournée de 1988. 
A noter la présence de Lee Thornburg aux cuivres et de Mark Hart aux claviers et à la guitare (déjà présent sur la tournée promotionnelle de Brother Where You Bound), lesquels deviendront membres officiels du groupe (studio et concerts) à sa reformation en 1996. 

## Titres
Toutes les chansons sont composées et chantées par Rick Davies sauf Where I Stand par Rick Davies et Mark Hart.
1. It's Alright – 5:01
2. Not the Moment – 4:37
3. It Doesn't Matter – 4:53
4. Where I Stand – 3:42
5. Free as a Bird – 4:25
6. I'm Beggin' You – 5:30
7. You Never Can Tell With Friends – 4:19
8. Thing for You – 4:00
9. An Awful Thing to Waste – 7:51

## Musiciens
- Rick Davies : chant, claviers, harmonica
- John A. Helliwell : saxophones, cuivres
- Dougie Thomson : basse
- Bob Siebenberg : batterie, percussions

### Musiciens additionnels
- Mark Hart : guitare 12 cordes, guitare électrique, claviers, chant, chœurs,
- Marty Walsh : guitare, chœur
- Linda Foot, Lise Miller, Karyn White, Evan Rogers : chœurs
- Nick Lane, Scott Page, Lon Price, David Woodford : cuivres
- Lee Thornburg : trompette, cuivres
- Steve Reid : percussions